# Mühlacker Tagblatt
Das Mühlacker Tagblatt (Abk. MT) ist eine in Mühlacker erscheinende Tageszeitung. Herausgegeben wird sie von der Karl Elser GmbH. Die verkaufte Auflage beträgt 5372 Exemplare, ein Minus von 39,9 Prozent seit 1998.

## Verbreitung
Das Mühlacker Tagblatt ist Amtsblatt und meistgelesene Tageszeitung in ihrem Verbreitungsgebiet, das neben der großen Kreisstadt Mühlacker den östlichen Enzkreis umfasst.

## Auflage
Das Mühlacker Tagblatt hat wie die meisten deutschen Tageszeitungen in den vergangenen Jahren an Auflage eingebüßt. Die verkaufte Auflage ist in den vergangenen 10 Jahren um durchschnittlich 3,2 % pro Jahr gesunken. Im vergangenen Jahr hat sie um 4,1 % abgenommen. Sie beträgt gegenwärtig 5372 Exemplare. Der Anteil der Abonnements an der verkauften Auflage liegt bei 93,6 Prozent.
| 1998 | 1999 | 2000 | 2001 | 2002 | 2003 | 2004 | 2005 | 2006 | 2007 | 2008 | 2009 | 2010 | 2011 | 2012 | 2013 | 2014 | 2015 | 2016 | 2017 | 2018 | 2019 | 2020 | 2021 | 2022 | 2023 | 2024 |
| ---- | ---- | ---- | ---- | ---- | ---- | ---- | ---- | ---- | ---- | ---- | ---- | ---- | ---- | ---- | ---- | ---- | ---- | ---- | ---- | ---- | ---- | ---- | ---- | ---- | ---- | ---- |
| 8932 | 8942 | 8900 | 8870 | 8807 | 8638 | 8566 | 8505 | 8379 | 8279 | 8182 | 8049 | 7955 | 7782 | 7747 | 7663 | 7422 | 7242 | 6996 | 6759 | 6501 | 6328 | 6229 | 6087 | 5847 | 5604 | 5372 |

## Geschichte
Die Wurzeln reichen bis ins Jahr 1890 zurück, als im damaligen Dürrmenz-Mühlacker der Dürrmenz-Mühlacker Bote gegründet wurde. Ab 1911 erschien die Zeitung unter der Leitung des Herausgebers Karl Elser als Tageszeitung. Nach dem altersbedingten Ausscheiden Elsers übernahm im Juli 1933 der lokale Industrielle Eugen Händle das Blatt. Nach der Machtübernahme der Nationalsozialisten in Deutschland drängten die neuen Machthaber schnell auch auf Beteiligungen an lokalen Medien, auch das Mühlacker Tagblatt blieb davon nicht verschont. Im Oktober 1933 erhielt die Zeitung auf politischen Druck hin den Zusatz Der Braune Sender. Nach der Einnahme Mühlackers 1945 wurde die Zeitung von den Alliierten verboten. Nach der Entnazifizierung konnte Eugen Händle das Mühlacker Tagblatt wieder unter seinem früheren Namen herausgeben. Die gemeinsame Geschäftsführung liegt heute bei Hans-Ulrich Wetzel und Brigitte Wetzel.